# Zuger Methode
Die Zuger Methode ist ein im Kanton Zug von den beiden Moorspezialisten Peter Staubli und Peter F.X. Hegglin sowie dem Projektleiter für Naturschutz beim Amt für Raum und Verkehr, Philipp Gieger, entwickeltes Vorgehen, um Hochmoore zu renaturieren. Dabei staut man die alten Entwässerungsgräben mit Holzschaltafeln und verfüllt sie dann mit Sägemehl, was ähnlich nährstoffarm wie der Torf selbst ist. Ein grosser Vorteil dieser Renaturierung ist, dass Torfabtrag aus bestehenden Torfvorkommen vermieden wird.

## Entstehung
Im Kanton Zug existieren 23 Hochmoore. 17 davon hatten durch den Abbau von Torf, der als billiges Brennmaterial, aber auch als Düngemittel diente, während der beiden Weltkriege sehr gelitten. Dieser Torfabbau ist seit den 1990er Jahren im Kanton Zug verboten. Zug ist auch der Kanton, der prozentual zu seiner Fläche schweizweit am meisten Moore besitzt. Vier Moore von nationaler Bedeutung liegen hier: die Gebiete Maschwander Allmend, Rothenthurm, Unterägeri und Zugerberg. Mit einer Volksinitiative gegen einen Truppenübungsplatz im Moor von Rothenthurm erhielt der Moorschutz 1987 seine Festschreibung in der Verfassung (sog. Rothenthurm-Initiative).
Auf dem Zugerberg im Hochmoor Eigenried trockneten knapp zehn Kilometer Entwässerungsgräben das Moor aus, die zu Beginn des 21. Jahrhunderts nach der neuen Methode wieder aufgefüllt wurden, eben indem zunächst Holzschaltafeln in diese Gräben eingesetzt und die entstehenden Gefache mit Sägemehl aufgefüllt wurden. So kommt z. B. das Sägemehl aus dem Eidgenössischen Schwing- und Älplerfest in Zug zu einer Zweitverwendung.
Dieses Moor zeigte sich nach geologischen Untersuchungen, aufgrund historischer Pläne und nach der Analyse der dort siedelnden Pflanzengesellschaften geeignet. Es ist ein typisches
Regenwasserhochmoor, welches auf einer verdichteten Gletschermoräne liegt, die kein Wasser versickern lässt. So wird der Torfkörper nur von Regenwasser gespeist. Deshalb versprach es Erfolg, die Entwässerungsgräben zu schliessen. Und genügend Reste des Torfkörpers gewährleisteten Schwammfunktion und Nährstoffarmut des Moorbodens.

„Idealerweise würde man dafür Torf verwenden. Aber aus einem Hochmoor Torf abbauen und es zerstören, um ein anderes Moor zu retten, macht keinen Sinn. Sägemehl ist nährstofffrei, formstabil und einfach einzubauen. Zudem ist die Methode kostengünstig und führt dazu, dass das Wasser in den regenerierten Flächen schnell wieder ansteigt, woraufhin auch das Wachstum der Torfmoose wieder einsetzt.“

Nach fünf bis zehn Jahren zeigten fünf weitgehend abgeschlossene Regenerationsprojekte in Zug folgende Effekte: steigender Grundwasserstand, Vergrößerung der Moorflächen, Ausbreitung der Torf-Moose und zurückgehende Verbuschung.

## Methode im Detail
Insgesamt arbeitet die Zuger Methode mit vier Arbeitsschritten:
1. Ausstechen und Deponieren der obersten Vegetationsschicht, der sogenannten Plaggen (oberflächlicher Bewuchs der Torfgräben)
2. Einrammen der Holzschaltafeln quer zum Graben zum Einstauen des Wassers, mit 2–15 Meter Abstand je nach Gefälle,
3. Verfüllen der Gräben mit dem Sägemehl,
4. Abdecken der Auffüllung mit den ausgestochenen Plaggen
Als Vorteile der Verfüllung mit Sägespänen lassen sich auflisten:
- sie wirkt unmittelbar
- sie verbraucht keinen Torf
- sie trägt keine Nährstoffe ein
- sie ist auch in Hanglagen einsetzbar
- sie sind leicht, einfach zu transportieren, preisgünstig und lokal verfügbar
- sie ist unbegrenzt haltbar und erfordert keine weiteren Pflege- oder Erhaltungsmaßnahmen.

Inzwischen findet sie international Verwendung.